# Palaeopisthacanthus
Genre
Palaeopisthacanthus est un genre fossile de scorpions de la famille des Palaeopisthacanthidae.

## Distribution
Les espèces de ce genre ont été découvertes aux États-Unis. Elles datent du Carbonifère.

## Liste des espèces
Selon World Spider Catalog 20.5 :
- † Palaeopisthacanthus schucherti Petrunkevitch, 1913
- † Palaeopisthacanthus vogelandurdeni Jeram, 1994

## Publication originale
- Petrunkevitch, 1913 : « A monograph of the terrestrial Palaeozoic Arachnida of North America. » Transactions of the Connecticut Academy of Arts and Sciences, vol. 18, p. 1-137 (texte intégral).